# مازن حماده
مازِن الحَماده (۳ ژوئیهٔ ۱۹۷۷ – ح. دسامبر ۲۰۲۴) یک کنشگر سوریه ای زادهٔ دیرالزور بود. حماده به دلیل شرکت در تظاهرات ضد دولتی در چارچوب بهار عربی در سال ۲۰۱۱ بیش از یک سال و نیم زندانی و شکنجه شد. او پس از تبعید از سوریه، به یک پناهجو در هلند تبدیل شد و در آنجا علناً به آزارهای و شکنجه هایی که شده بود شهادت داد. در ۲۳ فوریه ۲۰۲۰، زمانی که به سوریه باز می‌گشت، به دست اطلاعات سوریه در فرودگاه دستگیر شد و قربانی ناپدید شدن اجباری شد.
در ۹ دسامبر ۲۰۲۴، پیکر بی‌جان حماده در زندان صیدنایا  پیدا شد.

## زندگی‌نامه
حماده فارغ التحصیل سازمان صنعت نفت بود و به عنوان تکنسین برای شرکت چند ملیتی نفت و گاز فرانسوی شلومبرژه کار می‌کرد.
او در تظاهرات خواستار آزادی و دموکراسی بیشتر شرکت کرد و تصمیم گرفت با موبایل خود از این رویدادها فیلمبرداری کند. حماده برای نخستین بار در ۲۴ آوریل ۲۰۱۱ به دست سرویس های اطلاعاتی سوریه دستگیر شد. او پس از یک هفته آزاد شد. پس از دستگیری دوم در ۲۹ دسامبر ۲۰۱۱ و دو هفته بازداشت در همان شعبه، تصمیم به عزیمت به دمشق گرفت.

## دستگیری، زندان و شکنجه
در مارس ۲۰۱۲، حماده تلاش کرد تا ۵۵ بسته شیر خشک را به حومه دمشق قاچاق کند. بلافاصله پس از آن، حماده و دو برادرزاده‌اش دستگیر شدند. آنها به شعبه سرویس اطلاعات نیروی هوایی فرودگاه نظامی مزه آورده شدند. دو برادرزاده حماده در بازداشت جان خود را از دست دادند. دو هفته پس از دستگیری، او با ۱۷۰ زندانی دیگر «در آشیانه ای کوچک به طول کمی بیش از چهل فوت و عرض بیست پا»  بازداشت شد.
حماده زیر شکنجه وادار شد که به تروریست بودن، داشتن سلاح و کشتن سربازان دولتی اعتراف کند. هنگامی که او از اعتراف خودداری کرد، مأموران را صدا زدند تا بیایند و او را شکنجه کنند. او مورد ضرب و شتم قرار گرفت و از مچ دست آویزان شد. او برای کاهش رنجش با امضای اعتراف اجباری موافقت کرد و اعتراف کرد که سلاحی برای محافظت از تظاهرکنندگان در اختیار دارد، اما از اعتراف به ارتکاب هر جنایتی خودداری کرد. سپس او را به اتاق بازجویی دیگری منتقل کردند و در آنجا لباس هایش را درآوردند و مورد آزار جنسی قرار گرفتند. پس از این شکنجه، او همه اسناد را امضا کرد.
او در ابتدای سال ۲۰۱۳ بیمار شد و به بیمارستان نظامی ۶۰۱ منتقل شد که توسط سایر بازداشت شدگان به عنوان "سلاخ خانه" ملقب شد. حماده هنگام انتقال به بیمارستان مورد حمله فیزیکی قرار گرفت. به او گفته شد که نام خود را فراموش کند و شماره "۱۸۵۸" به او اختصاص داده شد. در آنجا او زندانیان را دید که تا سرحد مرگ شکنجه شده بودند، اجساد را در توالت‌ها انباشته کردند و کارکنان بیمارستان را تا حد مرگ کتک زدند. حماده از پزشک خواهش کرد که به بازداشتگاه بازگردانده شود.
او در فرودگاه مزه به مدت یک ماه توسط یک پزشک بازداشتی تحت معالجه قرار گرفت و سپس در اول ژوئن ۲۰۱۳ به پلیس نظامی قابون و سپس در ۵ ژوئن ۲۰۱۳ به زندان آدرا منتقل شد و حدود دو ماه در آنجا ماند. مازن در نهایت به دادگاه ضد تروریسم منتقل شد،  که دستور آزادی او را در ۳ سپتامبر ۲۰۱۳ صادر نمود.
حماده در دوران حبس خود که ۱ سال و ۷ ماه به طول انجامید، به شدت مورد شکنجه قرار گرفت. او مورد آزار جسمی، روحی و جنسی قرار گرفت. مازن در اثر بازداشت خود در زندان های دولتی آسیب های جسمی و روانی دائمی با خود داشت، از جمله آسیب های ناحیه تناسلی که بچه دار شدن را غیرممکن کرده بود.

## تبعید
مازن حماده پس از آزادی همچنان تحت تعقیب سرویس های اطلاعاتی بود. بنابراین او تصمیم به ترک سوریه گرفت و از هلند درخواست پناهندگی کرد.

## بازگشت به سوریه و ناپدید شدن اجباری
حماده تصمیم گرفت برای بازگشت به سوریه تلاش کند. این تصمیم برای نزدیکان او و کسانی که با او دیدار کرده بودند، غیرقابل درک بود.
به گفته دوستان و خانواده وی، حماده که از پیامدهای شکنجه، هم از نظر فیزیکی و هم روانی رنج بسیاری کشیده بود، هم به دلیل نداشتن آینده و هم به دلیل عدم امکان شهادت علیه دولت سوریه در دادگاه، احساس ضعف روحی شدید می‌کرد زیرا حس می کرد که شهادت‌ها، مصاحبه‌ها و تظاهرات فراوان او تأثیر کمی بر کسانی که هنوز در سوریه بازداشت هستند، دارد. حماده مشکلات مالی قابل توجهی نیز داشت. سرانجام او ارتباط خود را با دوستان قطع کرد و احساس کرد که نمی تواند درمانگری را پیدا کند که درک کند که او چه چیزهایی از سر گذرانده است.
حماده می‌خواست به سوری‌هایی که هنوز در بازداشت هستند کمک کند، و او برای بهبود وضعیت آنها احساس ناتوانی می‌کرد. به نظر می‌رسد افرادی از سفارت سوریه، نزدیک به رژیم اسد، به او مراجعه کرده و با وعده آزادی بازداشت شدگان به سوریه بازگردانده‌اند. حماده نوشت که حاضر است برای نجات دیگران خود را فدا کند.
حماده به برلین رفت و در آنجا پاسپورت و ویزای سوریه را از سفارت گرفت. او هنگام به فرودگاه دمشق در ۲۳ فوریه ۲۰۲۰ به دست سرویس های امنیتی رژیم سوریه ربوده شد.

## یافته شدن پیکر
پس از سرنگونی رژیم بشار اسد، در ۹ دسامبر ۲۰۲۴ پس از آن که نیروهای مخالف ارتش آزاد سوریه کنترل زندان صیدنایا را در جریان سقوط دمشق به دست گرفتند، پیکر بی‌جان مازن حماده در این زندان یافته شد. گمان می رود که حماده چند روز پیش از یافته شدن پیکرش، اعدام شده باشد. همچنین نشانه‌های زیادی از شکنجه و ضرب و شتم بر روی تن او دیده شده است.

## همچنین ببینید
- لیست افرادی که ناپدید شدند

## مراجع
1. 1 2 3 4 5 6  Taub, Ben (2016-04-11). "Exposing Assad's War Crimes". The New Yorker (به انگلیسی). Condé Nast. Retrieved 2021-12-21.
2. ↑  مشارکت کنندگان ویکی‌پدیای انگلیسی. "Mazen al-Hamada" (به انگلیسی).
3. ↑  "Israel bombards Syria as opposition seeks to form a new government". Al Jazeera (به انگلیسی). Retrieved 2024-12-10.
4. 1 2  Bussard, Stéphane (2021-03-05). "Mazen al-Hamada, un tragique destin syrien". Le Temps (به فرانسوی). ISSN 1423-3967. Retrieved 2021-12-11.
5. 1 2  Bussard, Stéphane (2017-03-14). "Le combat de Mazen, digne survivant de la dictature syrienne". Le Temps (به فرانسوی). ISSN 1423-3967. Retrieved 2021-12-21.
6. ↑  "Center for Documentation of Violations in Syria - The Testimony of the Detainee: Mazen Besais Hamada On Air Force Branch-Mazzeh Military Airport". www.vdc-sy.info. Retrieved 2021-12-11.
7. 1 2  Cluzel, Thomas (2017-03-17). "La Syrie, une salle de torture". France Culture (به فرانسوی). Retrieved 2021-12-21.
8. 1 2 3 4 5 6  Sly, Liz (March 4, 2021). "He told the world about his brutal torture in Syria. Then, mysteriously, he went back". Washington Post (به انگلیسی). Retrieved 2021-12-11.
9. ↑  Sly, Liz (March 4, 2021). "He told the world about his brutal torture in Syria. Then, mysteriously, he went back". Washington Post (به انگلیسی). Retrieved 2021-12-11.
10. 1 2  Mohammad, Linah (March 29, 2021). Where is Mazen al-Hamada?. Washington Post (به انگلیسی). Retrieved 2021-12-11.
11. ↑  "Re-arrest of former detainee Mazen al-Hamada". www.shrc.org. Retrieved 2021-12-11.
12. ↑  "What's Happened to Mazen Hamada?". The Syrian Observer. 2020-02-25. Retrieved 2021-12-18.
13. ↑  "Syrian activist Mazen al-Hamada found dead in Saydnaya prison with signs of torture" (به انگلیسی).
14. ↑  "Syrian activist Mazen al-Hamada found dead in Saydnaya prison with signs of torture". The New Arab. 10 December 2024. Retrieved 10 December 2024.
15. ↑  "Syrian activist whose suffering became symbol of Assad brutality found dead in Sednaya prison". The Guadian.
16. ↑  "Mazen al-Hamada, symbol of Syrian regime's brutality, confirmed dead". Washington Post.